# Kongevej (Sønderborg)
Kongevej er en gade i Sønderborg. Gaden er 1,3 km lang og er anlagt omkring år 1900. Gadens forløb svarer ret nøje til forløbet af en militær kolonnevej, som blev anlagt på bysiden af fæstningsvolden i den preussiske Festung Sonderburg-Düppel. Ved kolonnevejen blev fæstningens kanonhus (artilleriarsenal) opført. Bygningen findes fortsat og er nu indrettet til privat beboelse (Kongevej 48-54). 
Gaden hed før 1920 Kaiser Wilhelm Allee. Den blev hurtigt anset som den fineste gade i byen. Der ses fortsat adskillige store villaer opført i typisk tysk nygotik- og jugendstil.
Blandt markante bygninger i gaden kan nævnes Ahlmann-Skolen, Sønderborg Statsskole, det tidligere domhus og den tidligere tyske rigsbanksfilial, som har adresse på Kongevej selv om bygningens imposante facade vender ud mod Østergade. Det nedbrudte Amtssygehus (Kongevejshospitalet) lå i gadens nordlige ende.

## Galleri
- Ahlmann-Skolen
- Sønderborg Statsskole
- Det tidligere domhus